# Ludwig Gebhardt (1830)
Ludwig Gebhardt (Monaco di Baviera, 20 luglio 1830 – Monaco di Baviera, 6 ottobre 1908) è stato un pittore tedesco paesaggista.

## Biografia

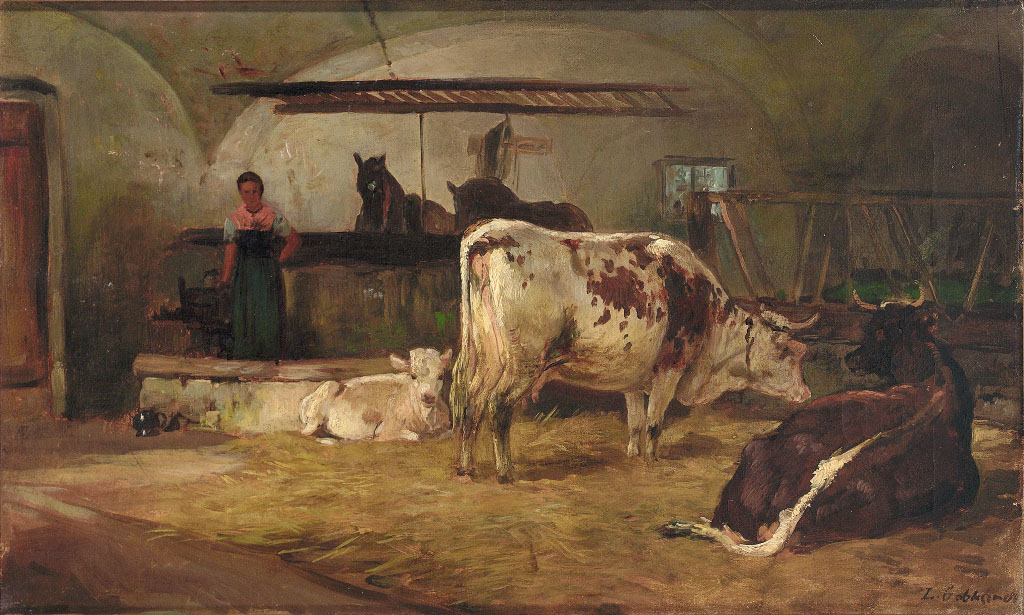
Veduta di una stalla con la moglie di un contadino, mucche, vitelli e cavalli

Ludwig Gebhardt studiò, sin dall'11 maggio 1846, alla Accademia delle belle arti di Monaco di Baviera al corso di pittura. Dopo aver completato gli studi, si concentrò sulla pittura di paesaggio e compì viaggi di studio sull'Isar, sul lago Chiemsee, sulle Prealpi bavaresi, in Tirolo, nel nord Italia e sull'Adriatico. Dal 1869 ha esposto le sue opere al Palazzo del Vetro di Monaco.